# Zizi Lambrino
Joana Maria Valentina "Zizi" Lambrino (em romeno:  Ioana Marioara Valentina "Zizi" Lambrino) (Roman, 3 de outubro de 1898 – Paris, 11 de março de 1953), foi a primeira esposa do príncipe Carlos da Romênia (mais tarde Carlos II).

## Biografia
Nascida na antiga família imperial bizantina Rangabe-Lambrino, Zizi era filha do coronel romeno (mais tarde general) Constantin Lambrino e de Euphrosine Alcaz. Ela conheceu o príncipe Carlos da Romênia, filho do rei Fernando I e da rainha Maria, durante a Primeira Guerra Mundial, em 1918, quando a corte real romena transferiu-se de Bucareste para Iași para resguardar-se da iminente invasão alemã. Carlos apaixonou-se pela jovem plebeia e os dois iniciaram um namoro, apesar da óbvia desaprovação da corte real. Mesmo assim, Zizi Lambrino e Carlos foram fotografados juntos várias vezes nas residências da família real e, inclusive, junto a outros membros da família real romena. Lulu, irmão de Zizi, era um dos melhores amigos de Carlos e eles se corresponderam por toda a vida.
Como a união não tinha o consentimento real, Carlos desertou do regimento que comandava e, em segredo, atravessou com Zizi a fronteira russa, indo casar-se na Catedral Ortodoxa de Odessa, na Ucrânia, em 31 de agosto de 1918, na presença de testemunhas. Os pais de Carlos ficaram furiosos. O rei ordenou que ele fosse mantido em confinamento no Monastério de Bistrița por 75 dias. O primeiro-ministro Ion I. C. Brătianu praticamente acusou Carlos de traição. O príncipe ameaçou renunciar aos seus direitos de sucessão real, fato que foi consumado em 1919, quando a Alta Corte de Cassação e Justiça declarou o casamento inconstitucional e ilegal, anulando-o. A partir daí, conforme descreveu o escritor A. L. Easterman, "intrigueiros...  astuciosamente... [jogaram] outras mulheres jovens e atraentes sob suas vistas e na sociedade" e, finalmente, "corroeram suas relações com a esposa..."
Carlos e Zizi Lambrino tiveram um filho, Mircea Gregório Carlos Lambrino, nascido após a anulação do casamento. Os pais de Carlos, então, decidiram enviá-lo em uma viagem ao redor do mundo, para esquecer Zizi. Durante essa viagem, acertou-se o seu casamento com a princesa Helena da Grécia e Dinamarca. Um acordo posterior entre Zizi e a Casa Real da Romênia, garantiu a ela uma renda semestral de 11 mil francos, desde que deixasse definitivamente o país com seu filho.
Zizi Lambrino morreu em Paris, França, em 11 de março de 1953. Uma semana depois, Carlos II morreu no exílio, em Estoril, Portugal.

## Descendência

Zizi com o filho Mircea (1930).

Seu filho foi nomeado em memória do príncipe Mircea da Romênia (1913-1916), irmão mais novo de Carlos II que havia morrido quatro anos antes de seu nascimento. Mais tarde, ele passou a ser chamado de Carlos ao invés de Mircea, casou-se três vezes e teve dois filhos.
Em 2012, em resposta a uma ação movida por Paulo Hohenzollern, a Alta Corte de Cassação e Justiça da Romênia reconheceu oficialmente seu pai (Mircea, falecido em 2006) como filho legítimo de Carlos II. Entretanto, em comunicado, a Casa Real da Romênia declarou que "esta decisão não cria qualquer direito ou associação dinástica da pessoa acima mencionada, hoje falecida, à Família Real. Isso também se aplica aos seus descendentes, sejam eles quem forem. Em sua posição de chefe da Família Real da Romênia, Sua Majestade o Rei Miguel I é o único que pode decidir sobre as questões de sucessão. Nem Sua Majestade o Rei Miguel I da Romênia, nem os ex-chefes da Família Real da Romênia - o rei Fernando I e o Rei Carlos II - reconheceram ou concederam qualquer título a Mircea Gregório Lambrino ou seus descendentes. O uso em qualquer contexto, público ou privado, do título de Príncipe da Romênia, ou da denominação de Alteza Real continua a ser prerrogativa exclusiva dos membros da Família Real listados acima".